# Carl Foreman
Carl Foreman (Chicago, 23 luglio 1914 – Los Angeles, 26 giugno 1984) è stato uno sceneggiatore, produttore cinematografico e regista statunitense.

## Biografia
Nato e formatosi in Illinois, aveva origini ebree. Dopo essersi spostato a Hollywood, nei primi anni quaranta prese parte ad un paio di film come sceneggiatore ma dovette poi interrompere la sua attività a causa del servizio militare durante la guerra. Ritornò a lavorare nel 1945, mettendo la firma su diversi film di successo come Il grande campione (1949) con Kirk Douglas, che gli valse la prima candidatura ai Premi Oscar 1950. 
Molto attivo anche negli anni cinquanta, conquistò altre candidature ai Premi Oscar nel 1951 e nel 1953, mentre vinse l'Oscar alla migliore sceneggiatura non originale nel 1958 per Il ponte sul fiume Kwai (1957), in condivisione con Pierre Boulle e Michael Wilson. Un altro film importante a cui collaborò è Mezzogiorno di fuoco (1952), considerato uno dei capisaldi della storia del cinema. Grazie a questo lavoro, oltre alla candidatura agli Oscar, fu candidato al Golden Globe per la migliore sceneggiatura. Vinse quattro volte il Writers Guild of America Award. 
Negli anni del maccartismo (1954-1956) venne inserito nella lista nera di Hollywood, pertanto risultò originariamente non accreditato (o accreditato con un altro nome, in particolare come Derek Frye) in alcune pellicole di quegli anni. È ricordato anche per I cannoni di Navarone (1961), grazie al quale ottenne due candidature ai Premi Oscar 1962. Nel 1963 realizzò il suo unico film da regista, I vincitori. Ottenne nuovamente la candidatura ai Premi Oscar 1973 per il film Gli anni dell'avventura. Il suo ultimo lavoro fu per il film Ormai non c'è più scampo (1980). Morì all'età di 69 anni a causa di un tumore al cervello.

## Filmografia

### Sceneggiatore
- Spooks Run Wild, regia di Phil Rosen (1941)
- Rhythm Parade, regia di Howard Bretherton e Dave Gould (1942)
- Il cavaliere audace (Dakota), regia di Joseph Kane (1945)
- Così questa è New York (So This Is New York), regia di Richard Fleischer (1948)
- Il grande campione (Champion), regia di Mark Robson (1949)
- Odio (Home of the Brave), regia di Mark Robson (1949)
- Bersaglio umano (The Clay Pigeon), regia di Richard Fleischer (1949)
- Chimere (Young Man with a Horn), regia di Michael Curtiz (1950)
- Il mio corpo ti appartiene (The Men), regia di Fred Zinnemann (1950)
- Cirano di Bergerac (Cyrano de Bergerac), regia di Michael Gordon (1950)
- Mezzogiorno di fuoco (High Noon), regia di Fred Zinnemann (1952)
- La tigre nell'ombra (The Sleeping Tiger), regia di Joseph Losey (1954)
- Born for Trouble, regia di Desmond Davis (1955)
- Un cappello pieno di pioggia (A Hatful of Rain), regia di Fred Zinnemann (1957)
- Il ponte sul fiume Kwai (The Bridge on the River Kwai), regia di David Lean (1957)
- La chiave (The Key), regia di Carol Reed (1958) - anche produttore
- I cannoni di Navarone (The Guns of Navarone), regia di J. Lee Thompson (1961) - anche produttore
- L'oro di Mackenna (Mackenna's Gold), regia di J. Lee Thompson (1969) - anche produttore
- Gli anni dell'avventura (Young Winston), regia di Richard Attenborough (1972) - anche produttore
- Nata libera (Born Free) - serie TV (1974)
- Forza 10 da Navarone (Force 10 from Navarone), regia di Guy Hamilton (1978)
- Ormai non c'è più scampo (When Time Ran Out...), regia di James Goldstone (1980)

### Regista e sceneggiatore
- I vincitori (The Victors) (1963) - anche produttore